# آنا بوتيلا
آنا بوتيلا سيرانو (بالإسبانية: Ana Botella Serrano)‏ وهي سياسية إسبانية من حزب الشعب ولدت في يوم 23 يوليو 1954 في مدينة مدريد عاصمة إسبانيا وهي زوجة رئيس الوزراء الإسباني السابق خوسيه ماريا أثنار وعمدة مدريد السابقة، حيث استلمت المنصب في 27 ديسمبر 2011 وإنتهت ولايتها في يونيو 2015.

## روابط خارجية
- آنا بوتيلا على موقع مونزينجر (الألمانية)
- آنا بوتيلا على موقع ميوزك برينز (الإنجليزية)